# Unidad orgánica
La unidad orgánica es la idea de que una cosa está compuesta de partes interdependientes. Por ejemplo, un cuerpo está formado por sus órganos constituyentes, y una sociedad está compuesta por sus roles sociales constituyentes. 
La unidad orgánica fue propuesta por el filósofo Platón como una teoría de la literatura. Exploró la idea en obras como The Republic, Phaedrus y Gorgias. Pero fue Aristóteles, uno de los estudiantes de Platón, quien propuso la idea y la discutió más explícitamente. En Poética comparó la narrativa y la acción del drama con la forma orgánica, presentándola como "un todo completo, con sus varios incidentes tan estrechamente conectados que la transposición o retirada de cualquiera de ellos desunirá y dislocará el todo". Platón sugiere eliminar todo interés amoroso, ingenio, expectativas convencionales, retórica u ornamento de una crítica literaria y filosofía. La República de Platón toma el principio natural de una bandada de pájaros como una premisa para la forma orgánica. 
En Poética (c. 335 a. C.), Aristóteles describe la unidad orgánica al explicar cómo la escritura se basa internamente en la narración y el drama para ser coherente; pero sin equilibrio entre los dos lados, el trabajo sufre. El tema principal de la unidad orgánica se basa en un estilo de escritura de espíritu libre y al seguir las pautas o hábitos basados en el género, la verdadera naturaleza de una obra se vuelve sofocada y poco confiable en un plano artístico.
El concepto de unidad orgánica ganó popularidad a través del movimiento New Critics. Cleanth Brooks (1906–94) jugó un papel integral en la modernización del principio de unidad orgánica. Utilizando el poema La urna bien labrada como ejemplo, Brooks relató la importancia de la capacidad de un trabajo para fluir y mantener un tema, de modo que el trabajo cobra impulso de principio a fin. La unidad orgánica es el hilo conductor que evita que un tema se rompa y se desarticule a medida que avanza una obra.